# 燕郊駅
燕郊駅（えんこうえき）は中華人民共和国河北省廊坊市三河市にある、中国鉄路総公司（CR）京哈線の駅。北京駅から35km、ハルビン駅から1213kmの位置にある。北京鉄路局所属の四等駅に設定されている。

## 駅周辺
詳細は「燕郊高新技術産業開発区」を参照。
- G102国道
- 百佳友宜商場
- 君逸快捷賓館
- 行宮小学
- 東方一品城
- 金豪門KTV
- 黄金SOHO
- 北京電力物資小区

## 歴史
- 1981年 - 開業[1]。
- 2019年 - 京浜都市間鉄道の駅の一つになる予定[2]。

## 隣の駅
中国鉄路総公司
京哈線
通州駅 - 燕郊駅 - 大廠県駅